# Заслужений працівник охорони здоров'я Республіки Білорусь
«Заслужений працівник охорони здоров'я Республіки Білорусь» — почесне звання.

## Порядок присвоєння
Присвоєння почесних звань Республіки Білорусь здійснює Президент Республіки Білорусь. Рішення щодо присвоєння
державних нагород оформляються указами Президента Республіки Білорусь. Державні нагороди, в тому числі
почесні звання, вручає Президент Республіки Білорусь або інші службовці за його вказівкою. Присвоєння почесних
звань РБ відбувається в урочистій атмосфері. Державна нагорода РБ вручається нагородженому особисто. У випадку
присвоєння почесного звання РБ з вручення державної нагороди видається посвідчення.
Особам, удостоєнних почесних звань РБ, вручають нагрудний знак.
Почесне звання «Заслужений працівник охорони здоров'я Республіки Білорусь» присвоюється лікарям, науковим співробітникам, середньому та молодшому медичному персоналу, провізорам, фармацевтам, інженерно-технічним
працівникам, обслуговчому персоналу лікувально-профілактичних, санітарно-профілактичних, санітарно-курортних,
аптечних установ, органів охорони здоров'я, науково-дослідних, дослідних, медичних і фармацевтичних інститутів та
інших організацій незалежно від відомства підпорядкування, які працюють у галузі охорони здоров'я п'ятнадцять і
більше років, за заслуги в охороні здоров'я населення, підвищенні якості медичної допомоги та забезпечення ліками.